# Garde côtière philippine
La Garde côtière philippine (PCG : Philippine Coast Guard) (Philippin : Tanod Baybayin ng Pilipinas) est un service armé et en uniforme chargé principalement d'appliquer les lois dans les eaux territoriales des Philippines, de mener des opérations de sécurité maritime, de protéger la vie et les biens en mer et de protéger le milieu et les ressources marins ; semblable aux garde-côtes du monde entier.
Il s'agit d'une agence rattachée au ministère des Transports des Philippines. Il maintient actuellement une présence dans tout l'archipel, composé de treize districts, cinquante-quatre stations et plus de cent quatre-vingt-dix sous-stations de la Garde côtière, de Basco à Bongao. La Garde côtière sert également de service attaché aux Forces armées des Philippines en temps de guerre.

## Historique
La Garde côtière philippine est le plus ancien et le seul service armé humanitaire aux Philippines. Ses débuts remontent au début du XXe siècle, lorsque la garde côtière était liée à la protection des services douaniers du pays et à la surveillance des côtes et des ports.
Lorsque les Américains ont annexé le pays en 1898, après la Guerre hispano-américaine, l'une des premières mesures prises par le gouvernement militaire a été la réouverture du port et des installations douanières de Manille. Peu de temps après, le gouvernement civil insulaire, par le biais de la Philippine Commission (en), a promulgué une loi le 17 octobre 1901 créant le Bureau des garde-côtes et des transports, qui relevait du Département du commerce et de la Police.
La reconnaissance de la difficulté d'administrer une région insulaire aussi vaste sans transport public fiable a entraîné la nécessité d'établir un système de transport pour les services gouvernementaux. Le rapport qui en a résulté recommandait l'achat de 21 petits bateaux à vapeur pour établir 21 circuits soutenant la communication entre les capitales provinciales et les villes côtières ainsi que pour empêcher la contrebande. Il a aussi été recommandé d'utiliser deux petits bateaux à vapeur à aubes pour la rivière Cayagen et le Rio Grande de Mindanao et les lacs attenants. La Chine et le Japon fournirent les premiers navires 

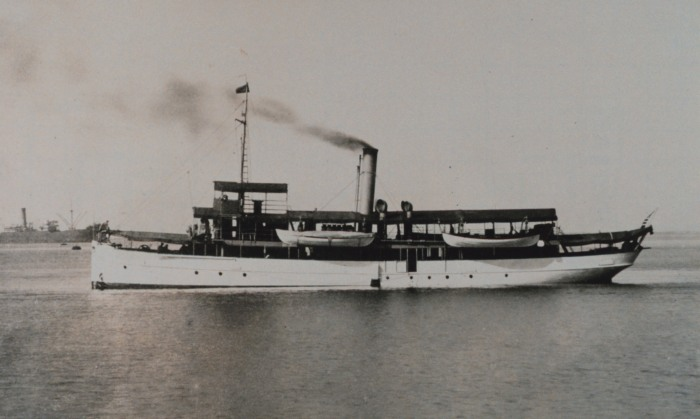
USG&GS Marinduque

Les dix navires du contrat chinois étaient Balabac, Basilan, Busuanga, Corregidor, Luzon, Masbate, Negros, Palawan, Polillo et Tablas . Les cinq navires du contrat japonais de la Compagnie des docks d'Uraga furent Marinduque et Romblon, qui ont été livrés, et Bohol, Cebu et Jolo qui ont été annulés après que de graves lacunes ont été constatées lors de la livraison de Marinduque et Romblon. Les navires fabriqués à Shanghai ont commencé à arriver à Manille vers le milieu de 1902 et se sont avérées généralement conformes aux exigences. Les deux construits par Uraga, arrivèrent en janvier et avril 1903. Cinq navires supplémentaires ont été commandés à la Chine, à savoir Leyte, Mindanao, Mindoro, Panay et Samar.
En 1902, la flotte de la Garde côtière de 15 bateaux à vapeur en provenance de Chine et du Japon a été créée et a été affectée aux voyages d'inspection des phares, au transport des hauts fonctionnaires pour l'île Culion et aux patrouilles contre l'entrée illégale d'étrangers et pour le mouvement des troupes du Philippine Constabulary (en) qui constituera plus tard la Police nationale des Philippines.
Le Bureau de la Garde côtière et des transports a été aboli le 26 octobre 1905 et le Bureau de la navigation a repris ses fonctions. Celui-ci a été autorisé à recréer un service et à adopter son propre manuel de cour martiale inspiré de l'US Navy.
Par la suite le Bureau de la navigation a également été supprimé le 19 décembre 1913 et l'organisation et ses fonctions ont été transférées au Bureau des douanes et au Bureau des travaux publics jusqu'à la création du gouvernement du Commonwealth. Après avoir obtenu son indépendance des États-Unis, le gouvernement philippin a cédé certaines des fonctions de la garde côtière, telle le service des phares, à la Philippine Naval Patrol, qui est finalement devenue la  marine philippine. Une unité de la Garde côtière a été activée au sein de la marine philippine pour mettre en œuvre ces fonctions.

Racin Stripe du PCG

Le 6 août 1967, le Congrès philippin a promulgué la loi n° 5173 de la loi des garde-côtes philippins, qui a fait de celle-ci une unité majeure de la marine philippine avec son propre  pavillon. La garde côtière a été activée le 10 octobre 1967 et ses fonctions de garde-côtes ont été transférées de la marine. Le caractère civil des fonctions de garde-côtes a conduit à la séparation de la Garde côtière de la marine philippine le 30 mars 1998 en vertu de l'ordonnance 475 signée par le président Fidel V. Ramos. Ce décret a effectivement transféré la garde côtière philippine du ministère de la Défense nationale au bureau du président, et finalement au ministère des Transports et des Communications (DOTC) le 15 avril 1998 en vertu de l'ordonnance 477.
Ces décrets prévoient qu'elle continuera à être l'organisme principalement responsable de la promotion de la sécurité des personnes et des biens en mer et de la protection de l'environnement maritime, conformément à la loi sur les garde-côtes philippins et aux décrets présidentiels. Sa transformation en une organisation non militaire a un impact et une importance considérables. Son caractère civil lui a permis de recevoir des offres de navires, d’équipements, de technologies, de services, de coopération et d’autres aides nécessaires d’autres pays, ce qui ne serait pas facilement offert à une agence militaire.
Avec la promulgation de la loi n° 9993, également connue sous le nom de loi sur la garde côtière de 2009, ainsi que de ses règles et règlements d'application, lea garde côtière philippine a été investi de l'autorité et de la responsabilité nécessaires pour prendre des mesures préventives afin d'assurer la sécurité des navires marchands. La nouvelle loi a également renforcé son pouvoir de répondre aux nouveaux défis et aux demandes croissantes de ressources marines, de progrès technologique et de changement climatique. De plus, la loi l'a défini dans la bureaucratie comme la première agence maritime et son rôle vital dans l'édification de la nation.

## Unités
Les unités de commandement fonctionnelles de la Garde côtière philippine comprennent :
- Le Commandement de la sécurité maritime (MARSECOM)
- Commandement de la protection de l'environnement marin (MEPCOM)
- Commandement des services de sécurité maritime (MSSC)

La Garde côtière philippine faisait partie des Forces armées des Philippines sous la marine philippine avant d'être transféré au ministère des Transports. Elle est considérée comme le troisième service armé et en uniforme du pays principalement chargé d'appliquer toutes les lois applicables dans les eaux territoriales des Philippines, de mener des opérations de sécurité maritime, de sauvegarder la vie et les biens en mer et de protéger le milieu et les ressources marines.
En raison de l'incident du bombardement du M/V Super Ferry 14 en 2004, elle a activé la Task Force Sea Marshals, une équipe composée de la Garde côtière, des forces armées philippines et de la police nationale des Philippines. Ces Sea Marshals voyagent sur de nombreux ferries de passagers à destination et en provenance de Manille, et maintiennent une présence de sécurité à bord de ces ferries.

### Coast Guard Aviation Force (CGAF)
La force aérienne de la garde côtière, alors connue sous le nom de Coast Guard Air Group, a été officiellement activée le 18 mai 1998.
Le 22 janvier 1999, après huit mois d'existence, elle a acquis son premier avion, un Britten-Norman Islander de la Philippine National Oil Company-Energy Development Corporation (PNOC - EDC). Après six mois d'inspection intensive et de remise en état, l'avion a été mis en service au sein de la Garde côtière le 26 juin 1999 sous le numéro PCG–251. En juin 1999, le premier hélicoptère, un Bölkow Bo 105, a été acquis et mis en service avec le numéro de queue PCG–1636. Un autre avion, un Cessna 421 Golden Eagle a été acquis sans frais par le Bureau of Soils and Water Management (en) au début de l'an 2000. Cependant, en raison de contraintes budgétaires, la réhabilitation de l'avion n'est pas encore achevée à ce jour. La même année, un autre B-N Islander portant le numéro de queue PCG–684 a été acquis. Il a été mis en service et activé en juin 2002 après avoir été réhabilité. À la recherche d'une zone plus grande pour son matériel volant, le 21 novembre 2002, avec le soutien de Pantaleon Alvarez, le secrétaire des Transports et des Communications, l'Autorité de l'aéroport international de Manille a permis son implantation sur l'aéroport. D'importants travaux de rénovation ont été entrepris pour que le hangar devienne le centre névralgique de toutes les opérations aériennes de la Garde côtière. Le 28 mars 2003, le CGAG a acquis un autre hélicoptère BO-105C de PADC et a été mis en service sous le nom de PCG-163 lors du 5e anniversaire de fondation du Groupe.
Avec le besoin intense d'avoir la capacité d'extraire les survivants de l'eau, ledit hélicoptère a été équipé d'un treuil de sauvetage grâce à la courtoisie de l'Agence japonaise de coopération internationale. En reconnaissance de l'importance de l'unité aérienne dans les opérations de la garde côtière et leurs réalisations exceptionnelles, il a été accordé aux aviateurs d'obtenir la qualification de pilote commandant de bord, leur donnant une chance égale à celle des autres officiers volants de pouvoir assumer des postes de plus hautes responsabilités dans la hiérarchie de la Garde côtière.

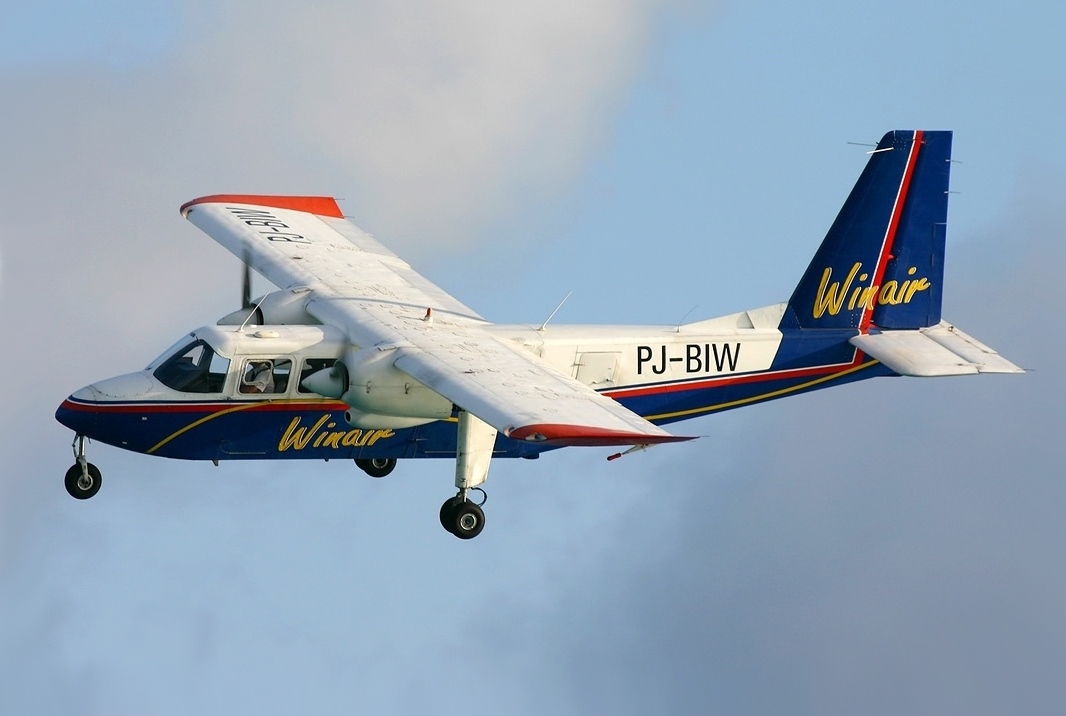
Britten-Norman Islander
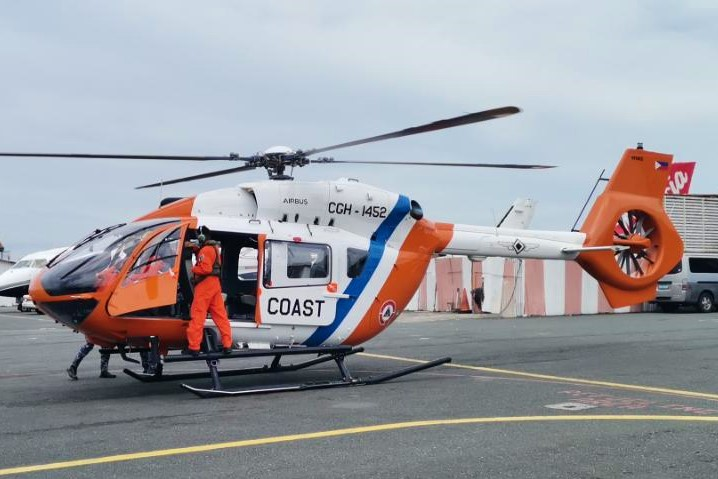
Airbus EC145
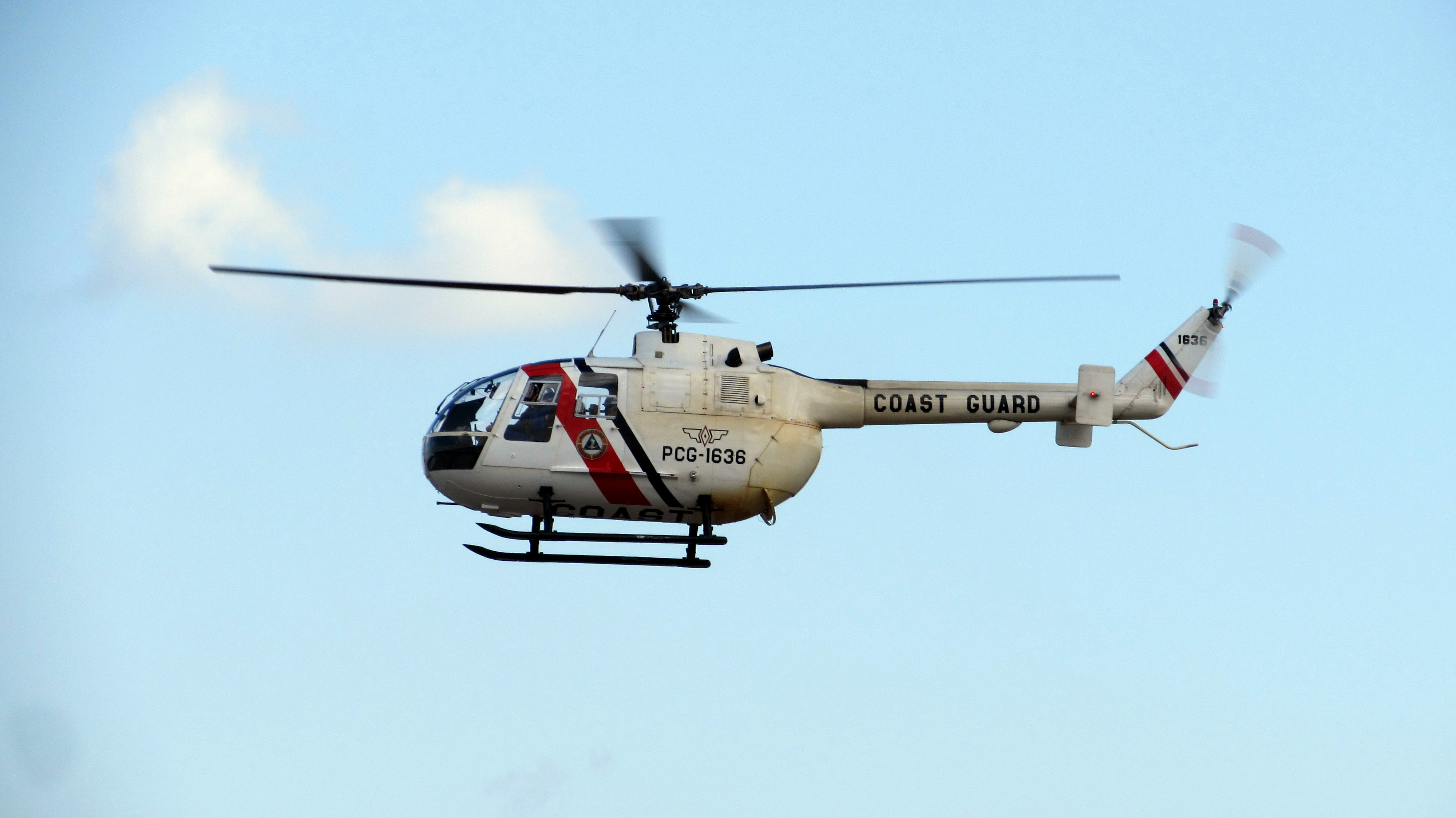
Bölkow BO 105

| Avions             | Avions           | Avions                 | Avions  | Avions | Avions                 |
| Aéronefs           | Origine          | Type                   | Version | Actifs | Notes                  |
| ------------------ | ---------------- | ---------------------- | ------- | ------ | ---------------------- |
| BN-2 Islander      | Royaume-Uni      | Recherche et sauvetage | BN-2A   | 2      |                        |
| Cessna 208 Caravan | États-Unis       | Recherche et sauvetage | 208EX   | 1      |                        |
| Hélicoptères       |                  |                        |         |        |                        |
| MBB Bo 105         | Allemagne        | Recherche et sauvetage | Bo 105C | 2      | Livrés en 1975         |
| Airbus H145        | Union européenne | Recherche et sauvetage | H145    | 2      | Livrés en octobre 2020 |

### Special Operations Force
La Force d'opérations spéciales de la Garde côtière des Philippines (CGSOF) est l'unité des forces spéciales de la Garde côtière philippine. Elle effectue des opérations sous-marines, des activités nationales de lutte contre le terrorisme et d'autres opérations d'application de la loi. Leurs réalisations notables incluent les opérations de l'accident de Laoag Air dans la baie de Manille, les séquelles de l'attentat à la bombe du M/V Super Ferry 14 de 2004 et les opérations de recherche et de récupération de l' incident malheureux M/V Princess of the Stars.

### Auxiliary Philippine Coast Guard

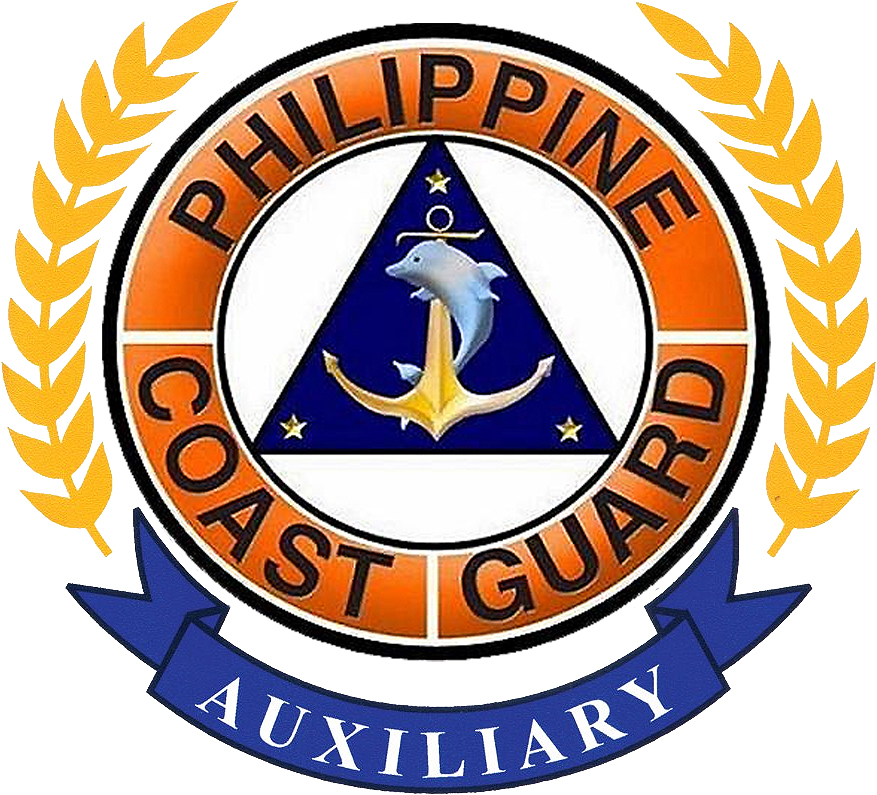
Auxiliary Philippine Coast Guard

Les auxiliaires de la Garde côtière philippine  est le groupe de soutien civil de la Garde côtière. Bien qu'elle soit une organisation civile bénévole, celle-ci utilise une structure militaire à des fins organisationnelles. Comme d'autres organisations bénévoles de sauvetage en mer dans le monde, elle exerce des activités non militaires et non policières à l'appui de sa marine nationale ou de ses garde-côtes. Cette entreprise comprend la recherche et sauvetage, la protection de l'environnement, les secours en plan d'urgence, le service communautaire et la sécurité maritime.
Les rangs de la Garde côtière philippine auxiliaire suivent ceux de la Garde côtière philippine. Mais elle ne doit pas être confondue pour être similaire ou équivalente à une unité de réserve de l'armée.